# Margarita Valldaura
Margarita Valldaura est une bourgeoise née en 1505 à Valence et morte en 1552 à Bruges.

## Biographie
Margarita Valldaura naît en 1505 à Valence, ses parents sont des marchands valenciens. Elle est baptisée dans la foi catholique mais se convertit au judaïsme.
Elle eut de grandes capacités intellectuelles qui furent utiles à son époux Jean Louis Vivès en transcrivant ses dictées, en complétant le contenu avec des commentaires, en écrivant de nouveaux contenus et en promouvant les publications des œuvres de Vivès.
Elle meurt en 1552 à Bruges.

## Vie privée
Le 24 mai 1524, à Bruges, elle épouse Jean Louis Vivès, son professeur. Après la mort de son époux, elle écrit à Mencía de Mendoza (es) et lui présente sa situation.